# Manchester (Virginia)
Manchester es un lugar designado por el censo situado en el condado de Chesterfield, Virginia  (Estados Unidos). Según el censo de 2010 tenía una población de 10.804 habitantes.

## Demografía
Según el censo de 2010, Manchester tenía una población en la que el 54,8% eran blancos; el 31,8% afroamericanos; el 0,6% eran indios americanos y nativos de Alaska; el 2,9% eran asiáticos; el 0,1% hawaianos y otros isleños del Pacífico; el 6,5% de otra raza, y el 3,2% a partir de dos o más razas. El 13,3% del total de la población eran hispanos o latinos de cualquier raza.